# Privilège de for
Le privilège de for (latin: privilegium fori: privilège de tribunal) est, dans l'Europe médiévale, le droit, pour les clercs ordonnés, de ne pouvoir être traduit en justice que devant une juridiction de l'Église, et non devant la justice séculière.
Il concerne principalement les ecclésiastiques. Ce droit est acquis lorsque le pouvoir royal est faible, au milieu du Moyen Âge (Xe et XIe siècles). À partir du XIVe, les juristes royaux rognent progressivement sur ce droit :
- d’abord en jouant sur le fait que les personnes à juger n’avaient pas suivi les obligations faites aux clercs, et ne pouvaient donc être considérés comme tels (absence de tonsure, non-port d’habits religieux, et principalement mode de vie incompatible avec l’état ecclésiastique) ;
- ensuite, en utilisant la théorie des cas privilégiés[3] : toute atteinte à l’ordre public relevant de la justice royale ;
- enfin, les crimes commis par des clercs ont été assimilés à des crimes de lèse-majesté (crime contre Dieu ou contre le représentant de Dieu sur terre, le roi).